# Marcus Walz
Marcus Cooper Walz (ur. 3 października 1994 r.) – hiszpański kajakarz, złoty medalista igrzysk olimpijskich, mistrz świata, dwukrotny mistrz Europy.
Jego ojciec jest Brytyjczykiem, zaś matka – Niemką. Przeprowadzili się do Majorki, gdy Marcus miał trzy miesiące.

## Igrzyska olimpijskie
Na igrzyskach zadebiutował w 2016 roku. Zwyciężył wówczas w kajakowej jedynce na dystansie 1000 metrów, wyprzedzając w finale Czecha Josefa Dostála i Rosjanina Roman Anoszkina.